# 奇維塔卡斯泰拉納主教座堂

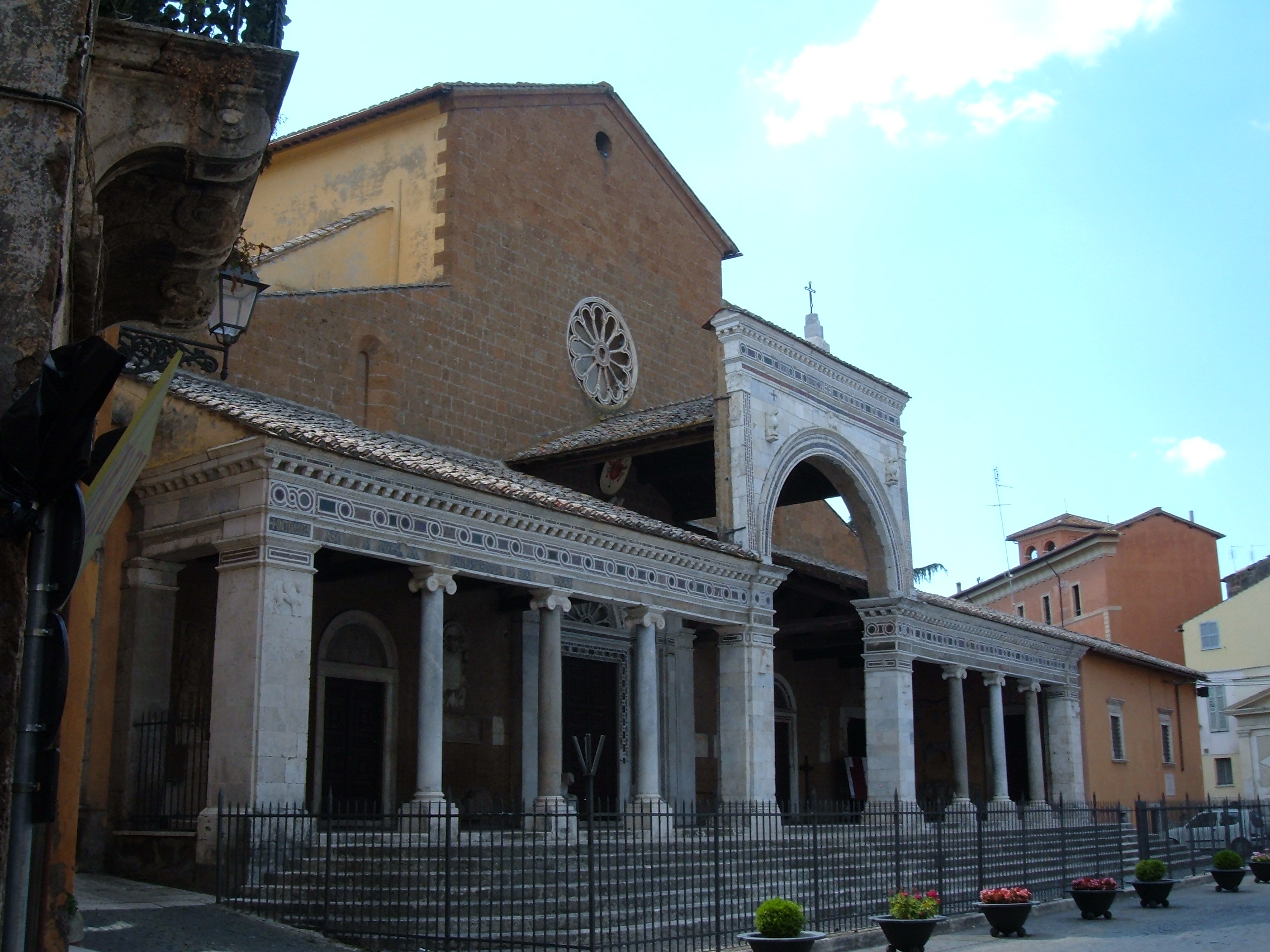
The Cathedral of Civita Castellana.

奇維塔卡斯泰拉納主教座堂（義大利語：Cattedrale di Santa Maria Maggiore）是位於義大利中部城市奇維塔卡斯泰拉納的一座羅馬天主教的主教座堂。奇維塔卡斯泰拉納主教座堂修建於約1185年，在一座既有教堂的原址上修建。1210年修建了門廊。在經過數世紀的荒廢之後，18世紀時教堂得到了修復，內部按照巴洛克風格進行了翻修。